# Eddington (Maine)
Pour les articles homonymes, voir Eddington.
Eddington est une ville américaine située dans le Comté de Penobscot, dans le Maine. Selon le recensement de 2020, sa population est de 2 194 habitants.

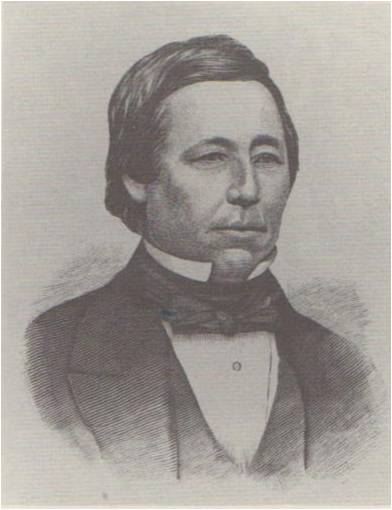
Colonel Jonathan Eddy